# Vorbach (Tauber, Rothenburg ob der Tauber)
Der Vorbach ist ein linker Zufluss der Tauber bei Rothenburg ob der Tauber im Landkreis Ansbach in Bayern.
Die Tauber hat weiter abwärts am Lauf in Weikersheim einen weiteren und größeren linken Zufluss des Namens Vorbach.

## Geographie

### Verlauf
Der Vorbach entsteht unter dem Namen Heiligenbronngraben beim Weiler Hummertsweiler der Stadt Schrozberg im Nordosten des Landkreises Schwäbisch Hall am Rande eines östlich ziehenden Feldweges, dem er in leichtem Nordbogen bis zu einem etwa 0,8 ha großen Weiher unmittelbar südlich des größeren Weilers Heiligenbronn folgt, welchen er speist, um dann in östlicher Richtung weiterzuziehen und bald die Grenze nach Rothenburg ob der Tauber im Landkreis Ansbach in Bayern zu überschreiten.
Danach nimmt er von rechts den mit etwa 0,8 km nur halb langen rechten Quellbach Keitelhofer Graben auf, der vom Schrozberger Keitelhof herkommt und ebenfalls zuletzt die Landesgrenze gequert hat. Wiederum von rechts mündet gleich darauf der etwa 0,9 km lange Kreuzwiesengraben von westlich der Wildenhöhe. Der Bach zieht dann in anfangs immer noch recht flacher Mulde zwischen den Rothenburger Teilorten Hemmendorf im Norden und Leuzenbronn im Süden hindurch, von letzterem her mündet längs der Verbindungsstraße der 0,7 km lange Dorfgraben, nach dem Dorf ein weiteres Mal von rechts ein nur temporär wasserführender Zufluss von 1,3 km Länge, genannt Langwiesengraben, der an seinem obersten Lauf unmittelbar am Südrand des Leutenbronner Weichbildes einen 0,4 ha großen Teich und dann am Mittellauf einige kleinere Fischweiher entwässert.

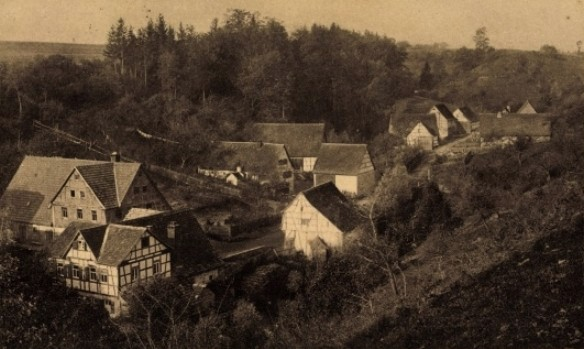
Der Rothenburger Weiler Vorbach im Vorbachtal, Foto von 1905

Danach erreicht ihn aus Nordwesten und damit erstmals von links vom Creglinger Weiler Reutsachsen her der 1,0 km lange Reutsachsener Graben. Dieser, wie auch er selbst, läuft hier schon wenige hundert Meter in einer tiefen, waldbestandenen Mulde. Beidseits des Zuflusses sind die Talhänge in alten Steinbrüchen angegraben, im nördlichen liegt ein 0,4 ha großer Steinbruchweiher. Danach durchzieht der Vorbach den Rothenburger Weiler Vorbach, hinter dem die Wälder im eingekerbten Tal wiederum die Hänge herab fast bis an die Ufer stoßen. Die Verbindungsstraße des Ortes folgt dem Bach talab, der nach weiteren etwa anderthalb Kilometern Laufs gegenüber der Rothenburger Bronnenmühle nach insgesamt 6,6 km Gesamtlänge von links und auf etwa 335 m ü. NHN in die obere Tauber mündet.
Der etwa 6,6 km lange Lauf des Vorbachs endet ungefähr 127 Höhenmeter unterhalb seiner Quelle, er hat somit ein mittleres Sohlgefälle von etwa 19 ‰.

### Einzugsgebiet
In großen Teilen des Einzugsgebiets streicht die Erfurt-Formation des Unteren Keupers aus. Darunter stehen verkarstete Schichten des Oberen Muschelkalks an, die der Vorbach ungefähr im Bereich des Landesgrenze erreicht. Hier versinkt Wasser im Karst; nach einem Markierungsversuch fließt das Wasser einer Quelle an der Schandtauber bei Burgstall zu.
Das gesamte Einzugsgebiet des Vorbachs umfasst 11,1 km². Es hat ungefähr die Gestalt einer 7 km langen, west-östlich orientierten Spindel, von einem Straßenabzweig von der L 1055 im Hochholz im Westen von Hummertsweiler bis zur Mündung im Osten bei Rothenburg. Quer dazu bleibt die Breite überall unter 3 km.
Im Norden und Nordosten liegt das Einzugsgebiet des Hohbachs an, im Südosten das des Blinkbachs. Im Südwesten konkurriert die bedeutendere Schandtauber, im Nordwesten auf zwei kurzen Stücken erst der Herrgottsbach und dann der diesem zulaufende Schmerbach. Alle diese entwässern in die Tauber.
Bis auf die beiden äußersten Spindelspitzen im Hochholz und an den Hängen des unteren Tals, in denen Wald steht, liegt das gesamte Einzugsgebiet in offener Landschaft, die fast nur ackerbaulich genutzt wird. Siedlungsschwerpunkte sind die drei größeren Weiler Heiligenbronn (zu Schrozberg) im Westen, Reutsachsen (zu Creglingen) im Norden und Leuzenbronn (zu Rothenburg ob der Tauber) im Süden, die alle auf der Hochebene liegen, während das Bachtal selbst fast unbesiedelt ist.

### Flusssystem Tauber
- Fließgewässer im Flusssystem Tauber